# Nasa tabularis
Nasa tabularis är en brännreveväxtart som beskrevs av Weigend. Nasa tabularis ingår i släktet färgkronor, och familjen brännreveväxter. Inga underarter finns listade i Catalogue of Life.